# Arroyo Averías
El arroyo Averías es un curso de agua uruguayo que atraviesa el departamento de  Artigas perteneciente a la cuenca hidrográfica del Río de la Plata.
Nace en la Cuchilla de Belén y desemboca en el río Arapey Chico.